# كاستيل
كاستيل (بالبلغارية: Кастел)‏ قرية تقع إدارياً ضمن Sevlievo ‏ في بلغاريا. ويبلغ عدد سكانها 24 نسمة حسب تعداد 15 مارس 2015. تعتمد كاستيل للبريد على الرمز البريدي 5472.